# Czesław Halski
Czesław Rajmund Halski (ur. 31 sierpnia 1908 we Lwowie, zm. 17 listopada 2001 w Londynie) – polski poeta, pisarz, spiker radiowy, krytyk muzyczny, kompozytor, biograf.

## Życiorys
Ukończył studia prawnicze na Wydziale Prawa Uniwersytetu Jana Kazimierza we Lwowie. Został absolwentem szkoły dramatycznej, zdał egzamin w ZASP. W latach 30. został członkiem „Wesołej Lwowskiej Fali”, audycji Polskiego Radia Lwów. W tej rozgłośni na początku marca 1936 został spikerem. Podjął studia w Konserwatorium Lwowskim. Po wybuchu II wojny światowej trafił do Londynu, gdzie od 1944 przez rok był spikerem Polskiego Radia Londyn. W lipcu 1945 rozpoczął pracę w Sekcji Polskiej BBC, równocześnie kształcił się w dziedzinie muzykologii. Został kompozytorem, krytykiem muzycznym, członkiem Royal Academy of Music oraz członkiem korespondentem Polskiego Towarzystwa Naukowego na Obczyźnie. Był autorem ponad 600 haseł z zakresu polskiej muzyki w publikacji Grove’s Dictionary of Music, która ukazała się drukiem 1954. W 1972 przeszedł na emeryturę, ale mimo to kontynuował współpracę jako reżyser słuchowisk i nauczyciel młodej kadry. W 1975 został odznaczony Złotą Honorową Odznaką Koła Lwowian w Londynie.

## Kompozycje
- Kontrasty (1946)
- Kolado (1949)
- Koncert fortepianowy (1951)

## Publikacje
- Szukam siebie... Wiersze (1936)
- Ignacy Jan Paderewski w dziesiątą rocznicę zgonu. Szkic biograficzny (1951)
- Ignacy Jan Paderewski. Dzieje wielkiego Polaka i wielkiego Europejczyka (1964)
- Muzyka polska (1895-1930, 1931-1960)
- Lwowskie gawędy (1967, opracowanie muzyczne; autor: Kazimierz Schleyen, ilustracje: Marek Gramski)[5]
- Folk music in Poland. Songs, dances, instruments. A study of their origins and their development (1992)
- Polskie Radio Lwów (2012)